# Personaggi minori di Inazuma Eleven 2
Qui di seguito sono indicati i personaggi secondari della serie di videogiochi Inazuma Eleven e del manga e dell'anime da essa tratti, comparsi nel secondo videogioco della serie e nella seconda parte dell'anime (episodi 27-67). Alcuni di essi erano già comparsi o sono ricomparsi in seguito. I nomi dei personaggi sono stati modificati rispetto all'originale sia nella versione italiana del videogioco che in quella dell'anime, e sono gli stessi delle altre versioni europee.

## Squadre della Alius Academy
Nome originale - Aliea Academy (エイリア学園?, Eiria Gakuen)
È un'organizzazione creata da Astram Schiller per scopi militari, ma dopo che il primo ministro Stewart Vanguard rifiutò la proposta, Schiller decise usare il calcio come arma di distruzione. Fonte di potere la pietra di Alius, un meteorite che trasmette agli esseri umani alterazioni maggiori rispetto al Nettare degli dei. Per creare le temibili squadre della Alius Academy, prelevarono gli orfani della Sunshine Academy, di cui Astram Schiller è proprietario. Per nascondere tale segreto, ai giocatori vennero dati nomi alieni.

Il primo nome indicato è quello alieno, seguito dal vero nome. Quando esiste un nome europeo diverso dall'originale, i nomi originali sono indicati tra parentesi.

### Gemini Storm
Nome originale - Gemini Storm (ジェミニストーム?, Jemini Sutōmu)
La prima squadra aliena che si incontra nella seconda serie. È responsabile della distruzione di molte scuole tra cui la Raimon. Sconfigge la Raimon per due volte con punteggi anomali (20-0 e 32-0) ma verrà sconfitta per 2-1 grazie all'allenamento della Alpine e a Shawn Froste.
Galileo (Gorureo, ゴルレオ?), vero nome Gordon Star (Reo Goryū, 五流 玲於?, Goryū Reo), portiere, numero 1

Doppiato in giapponese da Yasuyuki Kase e in italiano da ? (secondo gioco) e ? (anime)

Si vanta di poter parare persino un meteorite. È in grado di bloccare qualsiasi tiro (perfino l'Ariete Inazuma) con una sola mano. Quando non basta, usa il:
- Buco Nero (Black Hole, ブラックホール?, Burakku hōru):

Galileo alza la mano e in essa si genera un vortice oscuro che assorbe il pallone per poi bloccarlo.
Coral (コラル?, Koraru), vero nome Connor Shuttle (Yoshirō Sango, 珊瑚 義郎?, Sango Yoshirō), difensore, numero 2

Un tipo imprevedibile, sia quando pensa che quando gioca.
Gigs (Gigu, ギグ?), vero nome Jim Landing (Shōsuke Kikuma, 菊間 章介?, Kikuma Shōsuke), difensore, numero 3

È sempre nervoso e trasforma la sua rabbia in energia.
Ganymede (ガニメデ?, Ganimede), vero nome Grant Icewater (Iderō Kanime, 蟹目 出郎?, Kanime Iderō), difensore, numero 4

Doppiato in giapponese da Yūichi Nakamura e in italiano da ? (secondo gioco), ? (anime) e Marco Balzarotti (Inazuma Eleven Strikers)

Dice di essere stato un fotomodello, ma nessuno gli crede. Usa la tecnica:
- Gravità Massima (Gravitation, グラビティション?, Gurabitishon):

Ganymede tocca il terreno con una mano cosicché l'avversario rimanga chiuso in una sfera d'energia viola e perda la palla.
Charon (Karon, カロン?), vero nome Charles Riverboat (Satori Karoku, 家禄 聡里?, Karoku Satori), difensore, numero 5

Ne combina così tante che gli avversari si arrendono. Usa la tecnica:
- Flash Fotonico (Photon Flash, フォトンフラッシュ?, Foton furasshu):

Charon salta e rotea su stesso generando un bagliore di luce così folgorante che l'avversario viene abbagliato e perde palla.
Pandora (パンドラ?), vero nome Pat Box (Nozomi Kinki, 近畿 希望?, Kinki Nozomi), centrocampista, numero 6

Si dice che chiunque entri in contatto con lei, vada in rovina.
Grengo (Gringo, グリンゴ?, Guringo), vero nome Gregory Saturn (Sora Omotsuki, 面月 宇宙?, Omotsuki Sora), centrocampista, numero 7

Non è mai sincero e viene odiato anche dai suoi compagni.
Io (イオ?), vero nome Izzy Jupiter (Shuntarō Io, 伊尾 駿太郎?, Io Shuntarō), centrocampista, numero 8

Non ha paura dei rettili o degli animali feroci, ma dei tafani.
Rihm (リーム?, Rīmu), vero nome Rhona Countdown (Rimu Nanakaze, 七風 理夢?, Nanakaze Rimu), attaccante, numero 9

Una ragazza feroce. Sfrutta a suo favore i punti deboli degli avversari.
Janus (Reize, レーゼ?, Rēze), vero nome Jordan Greenway, centrocampista e capitano, numero 10
Diam (ディアム?, Diamu), vero nome Dylan Bluemoon (Hiromu Miura, 三浦 大夢?, Miura Hiromu), attaccante, numero 11

Doppiato in giapponese da Miho Hino e in italiano da ? (secondo gioco), ? (anime) e ? (Inazuma Eleven Strikers)

È sempre alla ricerca di avversari più forti di lui. È l'attaccante più pericoloso della Gemini Storm ed è anche colui che segna più gol alla Raimon nelle tre partite in cui le due squadre si scontrano. L'unica tecnica micidiale da lui usata è il:
- Doppio Calcio Iperspaziale (Universe Blast, ユニバースブラスト?, Yunibāsu burasuto):

Usato in coppia con Jordan. Jordan e Dylan calciano insieme la palla in alto che "apre" un varco, poi Jordan e Dylan lo colpiscono insieme.

### Epsilon
Nome originale - Epsilon (イプシロン?, Ipushiron)
Appare dopo la sconfitta della Gemini Storm "esiliandola". Esiste una versione più potente chiamata Epsilon Plus (Epsilon Kai, イプシロン・改?, Ipushiron Kai, lett. "Epsilon Rinnovata" o "Nuova Epsilon").
Dvalin (Dezarm, デザーム?, Dezāmu), vero nome Dave Quagmire (Osamu Saginuma, 砂木沼 治?, Saginuma Osamu), capitano, portiere e attaccante, numero 1

Doppiato in giapponese da Takashi Hikida e in italiano da Claudio Ridolfo (tutti i giochi), Stefano Crescentini (anime Inazuma Eleven) e Pietro Ubaldi (anime Inazuma Eleven GO)

È il capitano della Epsilon, quando gioca nell'Alius Academy. È un portiere oltre che attaccante di eccezionale qualità, in grado di parare tiri potentissimi e tirare palloni imprendibili. Nella terza stagione creerà una squadra di calcio chiamata Neo Japan, allenata da Lina Schiller, retrocedendo nel ruolo di centrocampista col numero 10. Nella serie Inazuma Eleven GO allena il Collegio Monte Olimpo insieme a Alex Zabel. Nella serie Inazuma Eleven Ares è il portiere dell'Accademia Alia, mentre in Inazuma Eleven Orion no Kokuin è il terzo portiere dell'Inazuma Japan e, durante la finale delle qualificazioni asiatiche del Football Frontier International contro la nazionale cinese, la Soccer Acrobatic Troupe, ha giocato come difensore (assieme al secondo portiere Duske Grayling) sotto ordine dell'allenatore Percival "Percy" Travis, con il fine di aiutare Mark Evans a contrastare i tiri aerei della nazionale cinese, mentre nell'episodio 34 cambia ruolo diventando un centrocampista per lasciare il posto a Sandra Fischer come terzo portiere (nonostante questo la sua licenza lo identifica ancora come portiere). Usa:
- Tunnel Spaziale (Worm Hole, ワームホール?, Wāmu hōru):

Tecnica di parata. Dave ruota le braccia formando una spirale; poi, quando le incrocia, genera un tunnel che teletrasporta la palla sul terreno.
- Trivella Spaziale (Drill Smasher, ドリルスマッシャー?, Doriru sumasshā):

Tecnica di parata. Dave genera nella mano una trivella gigante che respinge il tiro verso l'alto. In Inazuma Eleven Ares l'esecuzione della tecnica cambia: Dave accumula energia nella mano destra, per poi saltare e colpire la palla con la stessa, girando su se stesso (imitando il movimento di una trivella) e respingendola.
- Calcio Interdimensionale (Gungnir, グングニル?, Gunguniru):

Tecnica di tiro. Dave viene trasportato da un varco in un'altra dimensione, dove tira la palla che diventa una "lancia" viola andando verso la porta. Nella terza stagione si vede un flashback in cui la evolve al Livello 2.
- Colpo Supremo Evoluzione 1 (God Knows, ゴッドノウズ?, Goddo nouzu):

Tecnica di tiro. Dalla schiena di Dave escono delle ali, che usa per alzarsi fino alla palla che inizia a risplendere. A questo punto Dave calcia la palla, che si scaraventa in porta con ferocia.
- Grande Illusione Evoluzione 1 (Illusion Ball Kai, イリュージョンボール改?, Iryūjon bōru kai):

Tecnica di dribbling.
- Grande Turbine Livello 2 (Dash Storm V2, ダッシュストームV2?, Dasshu sutōmu V2):

Tecnica di dribbling.
- Triangolo Z Evoluzione 1 (Triangle Z Kai, トライアングルZ改?, Toraianguru zetto kai):

Tecnica di tiro usata con Zeke Valanche e Wilbur Watkins nella Neo Japan.
- The Asura (ザ・アシュラ?, Za Ashura):

Tecnica di parata combinata usata in Inazuma Eleven Orion no Kokuin assieme a Duske Grayling e Mark Evans. Dopo che Mark ha usato il Fūjin Raijin Ghost, Dave e Duske (che poter eseguire questa tecnica devono giocare come difensori) eseguono le loro tecniche, rispettivamente la Trivella Spaziale e la Parata Emblematica, e posizionano la mano sinistra sulla schiena di Mark, evocando un enorme asura arancione con tre volti e sei braccia che, dopo una serie di movimenti delle mani, blocca il pallone.
Kenville (ケンビル?, Kenbiru), vero nome Craven Kenville (Ken'ichi Hiruma, 比留間 健一?, Hiruma Ken'ichi), difensore, numero 2

È servile con chi è più forte di lui e fa il prepotente con gli altri.
Mole (モール?, Mōru), vero nome Anna Mole (Rumi Morino, 森野 留美?, Morino Rumi), difensore, numero 3

Indossa una strana maschera per l'ossigeno. Usa una bombola per aumentare le capacità dei suoi polmoni.
Kayson (ケイソン?, Keison), vero nome Kayson Wattever (Keisuke Murata, 村田 圭介?, Murata Keisuke), difensore, numero 4

Un bastian contrario che cerca sempre il pelo nell'uovo.
Tytan (タイタン?, Taitan), vero nome Chris Tytan (Taiji Tanba, 丹波 太二?, Tanba Taiji), difensore, numero 5

Non riesce a controllare il suo corpo e finisce per distruggere tutto.
Fedora (Fadora, ファドラ?), vero nome Mads Hatter (Torahiko Hatō, 端東 虎彦?, Hatō Torahiko), difensore, numero 6

Per lui il calcio è un pretesto per sfogare la sua indole violenta.
Krypto (クリプト?, Kuriputo), vero nome Karen Ripton (Fūko Kuri, 九里 風子?, Kuri Fūko), centrocampista, numero 7

Sfrutta il punto cieco degli avversari per attaccarli di sorpresa.
Sworm (スオーム?, Suōmu), vero nome Yakker Plantsworm (Hachirō Mureta, 牟礼田 蜂郎?, Mueta Hanchirō), centrocampista, numero 8

Sa parlare con le piante, ma non ascolta mai le parole dei suoi compagni.
Mercury (Maquia, マキュア?, Makyua), vero nome Carrie McCuring (Maki Sumeragi, 皇 マキ?, Sumeragi Maki), attaccante, numero 9

Doppiata in giapponese da Yūki Kodaira e in italiano da ? (secondo gioco), ? (anime) e Serena Clerici (Inazuma Eleven Strikers)

Ragazza che a prima vista sembra dolce e gentile, ma non lo è. Nel doppiaggio originale parla in terza persona. Usa le tecniche:
- Meteora Infuocata (Gaia Break, ガイアブレイク?, Gaia bureiku):

Usata con Zell e Metron. I tre evocano delle rocce volanti che coprono la palla, poi la colpiscono e la palla si libera andando verso la porta.
- Pioggia di Meteore (Meteor Shower, メテオシャワー?, Meteo shawā):

Mercury salta molto in alto e calcia la palla verso il suolo, creando una pioggia di meteore che spinge via l'avversario.
Metron (メトロン?, Metoron), vero nome Ronny Metcalf (Satoshi Mutō, 武藤 論?, Mutō Satoshi), centrocampista, numero 10

Doppiato in giapponese da Jun Konno e in italiano da ? (secondo gioco), ? (anime) e ? (Inazuma Eleven Strikers)

Supera gli avversari costringendoli a fare errori. Usa la tecnica Meteora Infuocata (Gaia Break, ガイアブレイク?, Gaia bureiku) insieme a Zell e Mercury e, solo nell'anime, la tecnica Pioggia di Meteore (Meteor Shower, メテオシャワー?, Meteo shawā).
Zell (ゼル?, Zeru), vero nome Zeke Valanche (Ryūichirō Segata, 瀬方 隆一郎?, Segata Ryūichirō), attaccante, numero 11

Doppiato in giapponese da Yūichi Nakamura e in italiano da ? (secondo gioco), ? (anime) e Jolanda Granato (Inazuma Eleven Striers)

È molto presuntuoso. Ha giocato anche come portiere nella Epsilon, durante la terza partita contro la Raimon, per lasciare a Dvalin il ruolo di attaccante, che era suo. Nella terza stagione entra a far parte della Neo Japan. Usa le tecniche:
- Laser Fotonico (Ganymede Proton, ガニメデプロトン?, Ganimede puroton):

Zeke genera nelle mani energia viola con la quale colpisce la palla che schizza in porta come se fosse stata spinta da un potente raggio laser.
- Meteora Infuocata (Gaia Break, ガイアブレイク?, Gaia bureiku):

Usata con Mercury e Metron. I tre evocano delle rocce volanti che coprono la palla, poi la colpiscono e la palla si libera andando verso la porta.
- Meteora Rimbalzante Livello 2 (Reflect Buster, リフレクトバスターV2?, Rifurekuto basutā V2):

Tecnica di tiro usata nella Neo Japan.
- Tunnel Spaziale (Worm Hole, ワームホール?, Wāmu hōru):

Tecnica di parata.
- Triangolo Z Livello 2 (Triangle Z Kai, トライアングルZ改?, Toraianguru zetto kai):

Tecnica di tiro usata con Dave Quagmire e Wilbur Watkins nella Neo Japan.

### Prominence
Nome originale - Prominence (プロミネンス?, Purominensu)
Una delle squadre d'élite della Alius Academy. È l'unica squadra che non ha affrontato la Raimon nell'anime. Questa squadra appare solo in Inazuma Eleven 2 - Tempesta di fuoco e nell'anime e i suoi membri sono di tipo fuoco e albero. Sei giocatori della squadra (otto in Inazuma Eleven GO) fanno parte della Chaos.
Grent (グレント?, Gurento), vero nome Grant Cook (Kurando Ōiwa, 大岩 蔵人?, Kurando Ōiwa), portiere, numero 1

Indossa una maschera per nascondere la sua indole malvagia. Usa la tecnica:
- Muro di Fiamme (Burnout, バーンアウト?, Bān'auto):

Le mani di Grent prendono fuoco. Dopodiché, egli colpisce il pallone per poi incenerirlo.
Baller (バーラ?, Bāra), vero nome Bonny Sparks (Hana Barazono, 薔薇園 華?, Barazono Hana), difensore, numero 2

Quando vede una cosa che le piace, fa di tutto per averla. Ha i capelli viola raccolti in un fiocco, occhialini che le coprono gli occhi ed è di bassa statura.
Balcke (Berkley, バクレー?, Bakurē), vero nome Val Flamewood (Kōtarō Hagakure, 葉隠 幸太郎?, Hagakure Kōtarō), difensore, numero 3

Sembra allegro e felice, ma dietro a quegli occhiali da sole, si nasconde una forza incredibile.
Seats (Satosu, サトス?), vero nome Sean Ashford (Kazuo Satō, 佐藤 数男?, Satō Kazuo), difensore, numero 4

Un cervellone che, quando pensa troppo, gli viene il mal di pancia.
Bomber (ボンバ?, Bonba), vero nome Ben Blowton (Geki Honba, 本場 激?, Honba Geki), difensore, numero 5

Impetuoso e molto potente, adora le bandane. Usa la tecnica:
- Scivolata di Fuoco (Ignite Steal, イグナイトスティール?, Igunaito sutīru):

Bomber effettua una scivolata lasciando una scia infuocata che colpisce l'avversario in modo dirompente.
Heat (ヒート?, Hīto), vero nome Ethan Whitering (Shigeto Atsuishi, 厚石 茂人?, Atsuishi Shigeto), centrocampista, numero 6

Doppiato in giapponese da Yūki Kaji e in italiano (secondo gioco), StefanoBrusa (anime) e ? (Inazuma Eleven Strikers)

Amico d'infanzia di Torch. Era debole ma, grazie agli sforzi si è irrobustito. Nella terza stagione entrerà a far parte della Neo Japan come centrocampista col numero 12. Nel gioco viene identificato anche come portiere. Usa.
- Morso della Belva (Beast Fang, ビーストファング?, Bīsuto fangu):

Tecnica usata solo nel gioco. Heat mette le mani in posizione di una dentatura da pantera e con essa stringe la palla per pararla. È una tecnica proibita ideata da Dark, e per questo può essere usata un massimo di due volte in una partita.
Lean (レアン?, Rean), vero nome Brenda Firequest (An Hasuike, 蓮池 杏?, Hasuike An), centrocampista, numero 7

Sogna di diventare la migliore giocatrice dell'universo.
Bountine (Bonitona, ボニトナ?), vero nome Sam Bournes (Honoka Nitō, 仁藤 穂香?, Nitō Honoka), centrocampista, numero 8

Ragazza il cui bell'aspetto ha ingannato e fatto soffrire molta gente.
Sidern (サイデン?, Saiden), vero nome Jim Flareson (Jō Saiden, 祭殿 丞?, Saiden Jō), centrocampista, numero 9

Il suo sguardo fa tremare qualsiasi avversario
Torch (Burn, バーン?, Bān), vero nome Claude Beacons (Haruya Nagumo, 南雲 晴矢?, Nagumo Haruya), attaccante e capitano, numero 10

Doppiato in giapponese da Kiyotaka Furushima e in italiano da Renato Novara (tutti i giochi) e Gianluca Crisafi (anime)

È presuntuoso, arrogante e brusco. Cerca di infiltrarsi nella Raimon con il suo vero nome, Claude, ma viene fermato da Xavier. È il capitano della Prominence, ma formerà successivamente una squadra con Gazelle chiamata Chaos (una squadra formata da 5 giocatori della Diamond Dust e 6 della Prominence). Entrerà poi a far parte della nazionale sudcoreana, la Fire Dragon. Nella serie reboot Inazuma Eleven Ares no Tenbin fa parte dell'Accademia Alia. Usa:
- Palla di Fuoco (Atomic Flare, アトミックフレア?, Atomikku furea):

Claude vola sulla superficie solare e tira la palla che viene avvolta dalle fiamme. Nella versione italiana dell'anime, durante la partita tra Fire Dragon e Inazuma Japan, Claude la chiama una volta "Meteora Infuocata", che è però il nome di un'altra tecnica (nome originale Gaia Break).
- Ghiaccio di Fuoco (Fire Blizzard, ファイアブリザード?, Faia burizādo):

Usata con Bryce nella Chaos. I due avvolgono le gambe in spirali rosse (Claude) e celesti (Bryce), dopodiché tirano la palla avvolta da spirali blu e rosse.
- Grande Chaos (Chaos Break, カオスブレイク?, Kaosu bureiku):

È la fusione del Ghiaccio di Fuoco e del Tiro Angelico/Ariete Supremo. È usata insieme a Byron e Bryce nella Fire Dragon. Byron esegue la stessa operazione del Tiro Angelico/Ariete Supremo, Claude colpisce normalmente e Bryce col tallone rivolto dall'altra parte, poi saltano e colpiscono la palla con Byron. La palla, a questo punto risplendente di giallo dorato, azzurro chiaro e rosso e si scaraventa in porta con grande bagliore e potenza.
Neppten (Nepper, ネッパー?, Neppā), vero nome Nigel August (Natsuhiko Netsuha,  熱波 夏彦?, Netsuha Natsuhiko), attaccante, numero 11

Un ragazzo dall'aria tenebrosa. Nessuno sa cosa pensi veramente. È l'unico ad aver rubato la palla a Byron Love mentre usava il Salto Temporale.

### Diamond Dust
Nome originale - Diamond Dust (ダイヤモンドダスト?, Daiyamondo Dasuto)
Una delle squadre d'élite della Alius Academy. Appare solo in Inazuma Eleven 2 - Bufera di neve e nell'anime e i membri sono di tipo vento e montagna. Cinque giocatori della squadra (otto in Inazuma Eleven GO) fanno parte della Chaos.
Beluga (ベルガ?, Beruga), vero nome Ben North (Ikkaku Shirai, 白井 一角?, Shirai Ikkaku), portiere, numero 1

Un duro dal cuore tenero. Il suo passato è un mistero. Usa la tecnica:
- Blocco Glaciale (Ice Block, アイスブロック?, Aisu burokku):

Beluga congela il pugno e colpisce il pallone ghiacciandolo.
Arkew (IQ, アイキュー?, Aikyū), vero nome Alan Downhill (Shūji Tōchi, 凍地 修児?, Tōchi Shūji), difensore, numero 2

Studia anche quando dorme. Si dice che il suo QI superi i 1000 punti. Anche sua sorella, Icer, gioca nella Diamond Dust.
Clear (Clara, クララ?, Kurara), vero nome Claire Lesnow (Clara Kurakake, 倉掛 クララ?, Kurakake Kurara), difensore, numero 3

C'è chi adora il suo sorriso freddo e il suo modo di parlare distaccato.
Gocker (Gokka, ゴッカ?), vero nome Albert Denver (Kantarō Gokukawa, 極川 寒太郎?, Gokugawa Kantarō), difensore, numero 4

Ha lo stile di un lottatore di sumo. Ruba la palla a forza di spintoni. Usa le tecniche:
- Scivolata di Ghiaccio (Frozen Steal, フローズンスティール?, Furōzun sutīru):

Gocker effettua una scivolata lasciando una scia ghiacciata che colpisce l'avversario in modo dirompente.
Icer (IC, アイシー?, Aishī), vero nome Lucy Hailstone (Ai Tōchi, 凍地 愛?, Tōchi Ai), difensore, numero 5

È la sorella di Arkew e segue alla lettera gli schemi di suo fratello.
Balen (バレン?, Baren), vero nome Brad Coldwater (Ren Toba, 鳥羽 蓮?, Toba Ren), centrocampista, numero 6

Indossa una maschera perché ha il complesso del faccino carino.
Droll (ドロル?, Dororu), vero nome Dawson Foxx (Tōru Kadomichi, 角路 徹?, Kadomichi Tōru), centrocampista, numero 7

Doppiato in giapponese da Mamoru Miyano e in italiano da ? (secondo gioco), ? (anime) e ? (Inazuma Eleven Strikers)

Indossa sempre una maschera per non far trasparire ciò che pensa. Usa la tecnica:
- Ondata Perforante (Water Veil, ウォーターベール?, Wōtā bēru):

Droll salta e colpisce il pallone con i piedi uniti colpendo il terreno da cui fuoriesce un'onda d'acqua che sbalza via l'avversario. Questa tecnica può essere usata anche per abbattere tecniche difensive come il Muro di Roccia o la Torre Inespugnabile.
- Scivolata di Ghiaccio (Frozen Steal, フローズンスティール?, Furōzun sutīru)

Rhine (Lionne, リオーネ?, Riōne), vero nome Ving Rice (Yuki Kurione, 栗尾根 由紀?, Kurione Yuki), centrocampista, numero 8

Non perdona chi si mette contro di lei. Però ha un sorriso carino. Usa la tecnica Ondata Perforante (Water Veil, ウォーターベール?, Wōtā bēru).
Blown (Blow, ブロウ?, Burou), vero nome Bernie White (Tōji Tsumujino, 旋風野 冬司?, Tsumujino Tōji), centrocampista, numero 9

Si muove con grande accortezza anticipando sempre l'avversario.
Gazelle (ガゼル?, Gazeru), vero nome Bryce Whitingale (Fūsuke Suzuno, 涼野 風介?, Suzuno Fūsuke), attaccante e capitano, numero 10

Doppiato in giapponese da Fujiko Takimoto e in italiano da Stefano Carrara (secondo gioco), Ruggero Andreozzi (terzo gioco), Laura Latini (anime ep 43 - 58), Fabrizio De Flaviis (anime ep 67), Simone Veltroni (anime ep 81 - 84), ? (Inazuma Eleven Strikers) e Andrea Bruno (Inazuma Eleven Ares no Tenbin)

Ha i capelli bianchi alzati e gli occhi celeste ghiaccio. Formerà una squadra insieme a Torch con 5 giocatori della Diamond Dust e 6 della Prominence, detta Chaos. Entra poi a far parte della nazionale sudcoreana, la Fire Dragon, come attaccante col numero 11. Nella serie reboot Inazuma Eleven Ares no Tenbin fa parte dell'Accademia Alia. Usa le tecniche:
- Sfera di Ghiaccio (Northern Impact, ノザンインパクト?, Nozan inpakuto):

Bryce crea uno scenario ghiacciato, poi si avvicina alla palla e la colpisce con la pianta del piede mentre il pallone viene avvolto da un blocco di ghiaccio e parte verso la porta.
- Ghiaccio di Fuoco (Fire Blizzard, ファイアブリザード?, Faia burizādo)

Usata con Claude nella Chaos. I due avvolgono le gambe in spirali rosse (Claude) e celesti (Bryce), dopodiché tirano la palla avvolta da spirali blu e rosse.
- Grande Chaos (Chaos Break, カオスブレイク?, Kaosu bureiku):

È la fusione del Ghiaccio di Fuoco e del Tiro Angelico/Ariete Supremo. È usata insieme a Byron e Claude nella Fire Dragon. Byron esegue la stessa operazione del Tiro Angelico/Ariete Supremo, Claude colpisce normalmente e Bryce col tallone rivolto dall'altra parte, poi saltano e colpiscono la palla con Byron. La palla, a questo punto risplendente di giallo dorato, azzurro chiaro e rosso e si scaraventa in porta con grande bagliore e potenza.
Frost (フロスト?, Furosuto), vero nome Denzel Freezer (Rei Mikōri, 御氷 雫?, Mikōri Rei), attaccante, numero 11

È temuto dai suoi stessi compagni per via del suo cuore di ghiaccio.

### Genesis
Nome originale - The Genesis (ザ・ジェネシス?, Za Genesisu)
È la prima squadra creata da Astram Schiller ed è la squadra più forte della Alius Academy; i giocatori che la compongono non sfruttano il potere della pietra di Alius ma hanno seguito un programma in cui si sono duramente allenati contro le altre squadre che sfruttavano questo potere. In realtà, la squadra si chiama Gaia (ガイア?) e il titolo "Genesis" venne dato da Astram quando divenne la squadra più forte.
Nero (ネロ?), vero nome Nelson Rockwell (Kimiyuki Nemuro, 根室 君之?, Nemuro Kimiyuki), portiere, numero 1

Doppiato in giapponese da Fujiko Takimoto e in italiano da ? (secondo gioco) e ? (anime)

Nonostante la sua bassa statura, ha un'elevazione impressionante e può balzare su qualsiasi tiro. Usa le tecniche:
- Rete Impenetrabile (Procyon Net, プロキオンネット?, Purokion netto):

Nero evoca tre dischi energetici celesti che a loro volta formano un triangolo che blocca il pallone.
- Barriera Temporale (Jikū no Kabe, 時空の壁? lett. "Muro dello spazio-tempo"):

Nero alza la mano e il tempo si ferma, cosicché il pallone possa finire nella sua mano.
Gele (Gale, ゲイル?, Geiru), vero nome Gail Baker (Takanori Kujirai, 鯨井 隆則?, Kujirai Takanori), difensore, numero 2

Osserva il movimento degli avversari grazie al suo sguardo penetrante.
Kiburn (Keeve, キーブ?, Kību), vero nome Kim Powell (Fumiko Kii, 紀伊 布美子?, Kii Fumiko), difensore, numero 3

Confonde gli avversari con movimenti simili a quelli di una danza.
Zohen (Zohan, ゾーハン?, Zōhan), vero nome Zack Cummings (Hanzō Ishidaira, 石平 半蔵?, Ishidaira Hanzō), difensore, numero 4

Doppiato in giapponese da Shūhei Sakaguchi e in italiano da ? (secondo gioco), ? (anime) e ? (Inazuma Eleven Strikers)

Indossa una maschera facciale che copre solo la bocca. È un colosso nella zona difensiva. Nella terza stagione entra a far parte della Neo Japan col numero 3. Le sue tecniche sono:
- Scossa Fulminante (Earthquake, アースクェイク?, Āsukweiku):

Zack salta e quando tocca terra rilascia un'onda di energia elettrica che sbalza via l'avversario.
- Falciata Doppia (Harvest, ハーヴェスト?, Hāvesuto):

Tecnica usata da Cummings e Bargie nel Neo Japan. Entrambi corrono verso l'avversario rubandogli la palla con due potenti scivolate.
Hauser (ハウザー?, Hauzā), vero nome Hunt Mercer (Gōta Hanesaki, 羽崎 剛太?, Hanesaki Gōta), difensore, numero 5

Usa la flessibilità del suo corpo per attaccare da direzioni inaspettate.
Kormer (コーマ?, Kōma), vero nome Connor Murray (Kyōma Komazawa, 駒沢 恭馬?, Komazawa Kyōma), centrocampista, numero 6

Utilizza una serie di tecniche per far sbagliare gli avversari.
Kiwill (Quill, クィール?, Kwīru), vero nome Katie Brown (Ruru Kui, 久井 ルル?, Kui Ruru), centrocampista, numero 7

Ragazza che sembra avere la testa tra le nuvole, ma è imprevedibile.
Ark (アーク?, Āku), vero nome Ashton Malone (Kiyoshi Akutsu, 阿久津 聖?, Akutsu Kiyoshi), centrocampista, numero 8

Può prevedere con precisione la traiettoria del pallone.
Wittz (Weeze, ウィーズ?, Wīzu), vero nome Wilbur Watkins (Yuu Izuno, 伊豆野 由宇?, Izuno Yuu), attaccante, numero 9

Doppiato in giapponese da Mamoru Miyano e in italiano da ? (secondo gioco), ? (anime) e ? (Inazuma Eleven Strikers)

Grosso di statura, ha i capelli lunghi celesti. Nella terza stagione entrerà a far parte della Neo Japan. Usa le tecniche:
- Pinguino Spaziale (Space Penguin, スペースペンギン?, Supēsu pengin):

La tecnica più potente della Genesis, usata con Xene e Bellatrix. Bellatrix evoca i pinguini mentre Xene e Wittz saltano e, quando la palla arriva alla loro altezza, i due la calciano.
- Supernova (スーパーノヴァ?, Sūpānova):

Usata nella Genesis con Xene e Bellatrix: i tre evocano una sfera violacea; dopodiché, saltano nello spazio e la colpiscono con forza.
- Triangolo Z Livello 2 (Triangle Z Kai, トライアングルZ改?, Toraianguru zetto kai):

Tecnica di tiro usata con Dave Quagmire e Zeke Valanche nella Neo Japan.
Bellatrix (Ulvida, ウルビダ?, Urubida), vero nome Isabelle Trick (Reina Yagami, 八神 玲名?, Yagami Reina), centrocampista, numero 10

Doppiata in giapponese da Miho Hino e in italiano da Emanuela Pacotto (secondo gioco e Inazuma Eleven Strikers) e Michela Alborghetti (anime)
 Alice Doyle (inazuma Eleven Ares )
Una guerriera implacabile che non cede alle emozioni. Ha due fasce blu sul braccio destro, che stanno ad indicare il suo ruolo di vice-capitano. Usa le tecniche:
- Pinguino Spaziale (Space Penguin, スペースペンギン?, Supēsu pengin):

La tecnica più potente della Genesis, usata con Xene e Wittz. Bellatrix evoca i pinguini mentre Xene e Wittz saltano e, quando la palla arriva alla loro altezza, i due la calciano.
- Supernova (スーパーノヴァ?, Sūpānova):

Usata con Xene e Wittz. I tre evocano una sfera violacea; dopodiché, saltano nello spazio e la colpiscono con forza.
Xene (Gran, グラン?, Guran), vero nome Xavier Foster, attaccante e capitano, numero 11

### Chaos
Nome originale - The Chaos (ザ・カオス?, Za Kaosu)
Una squadra composta da sei giocatori della Prominence e cinque della Diamond Dust. Nel gioco compare se si connettono tra loro le due versioni dopo aver battuto le due squadre. Compare anche nell'anime. In Inazuma Eleven GO possiedono delle riserve, assenti nei precedenti giochi e nell'anime: la squadra diventa quindi formata da otto giocatori della Prominence e otto della Diamond Dust.

I giocatori della Prominence sono indicati con Pr, quelli della Diamond Dust con DD.
Grent (グレント?, Gurento), portiere, numero 1 (Pr)
Baller (バーラ?, Bāra), difensore, numero 2 (Pr)
Clear (Clara, クララ?, Kurara), difensore, numero 3 (DD)
Bomber (ボンバ?, Bonba), difensore, numero 4 (Pr)
Gocker (Gokka, ゴッカ?), difensore, numero 5 (DD)
Heat (ヒート?, Hīto), centrocampista, numero 6 (Pr)
Droll (ドロル?, Dororu), centrocampista, numero 7 (DD)
Rhine (Lionne, リオーネ?, Riōne), centrocampista, numero 8 (DD)
Gazel (ガゼル?, Gazeru), attaccante, numero 9 (DD)
Torch (Burn, バーン?, Bān), attaccante e capitano, numero 10 (Pr)
Neppten (Nepper, ネッパー?, Neppā), attaccante, numero 11 (Pr)
Beluga (ベルガ?, Beruga), portiere, numero 12 (DD)
Lean (レアン?, Rean), centrocampista, numero 13 (Pr)
Bountine (Bonitona, ボニトナ?), centrocampista, numero 14 (Pr)
Arkew (IQ, アイキュー?, Aikyū), difensore, numero 15 (DD)
Icer (IC, アイシー?, Aishī), centrocampista, numero 16 (DD)

### Dark Emperors
Nome originale - Dark Emperors (ダークエンペラーズ?, Dāku Enperāzu)
L'ultima squadra che la Raimon affronta nel secondo gioco. Viene creata da Godric Wyles (Ryūichi Kenzaki), prelevando pezzi della pietra di Alius per controllare e potenziare i suoi giocatori. I membri sono tutti gli amici di Mark nel primo gioco (inclusi Thomas e Malcom) che prima erano infortunati a causa della Alius Academy. Nella formazione originale della squadra (come si può vedere in questa foto), dovevano essere presenti, Paul Peabody e Aurelia Dingle, rispettivamente nei ruoli di portiere e difensore, poi sostituiti da Thomas e Malcom; tuttavia nel terzo gioco, e presente una squadra chiamata Dummy Emperors (ダミーエンペラーズ?), formata dalla formazione originale dei Dark Emperors (con Thomas e Malcom come riserve), con la differenza che i giocatori non sono influenzati dalla pietra di Alius.
Thomas Feldt, portiere, numero 1
Malcom Night, difensore, numero 2
Shadow Cimmerian, attaccante, numero 3
Jim Wraith, difensore, numero 4
Tod Ironside, difensore, numero 5
Steve Grim, centrocampista, numero 6
Tim Saunders, centrocampista, numero 7
Sam Kincaid, difensore, numero 8
Maxwell "Max" Carson, centrocampista, numero 9
Nathan Swift, attaccante e capitano, numero 10
Kevin Dragonfly, attaccante, numero 11

## Altre squadre del secondo gioco

### Umbrella Jr. High
Nome originale - Kasamino (傘美野?)
Una squadra che non ha un ruolo importante nella serie, appare nel primo e nel secondo gioco e nella seconda saga dell'anime. Come la Raimon, il club di calcio rischiava di essere sciolto, per questo i membri di questa squadra facevano gli arroganti soltanto per salvare il club. All'inizio del secondo gioco la loro scuola viene distrutta dalla Gemini Storm.

### Secret Service
Nome originale - SP Fixers (ＳＰフィクサーズ?, Esu Pī Fikusāzu)
È una squadra composta dai bodyguard di Stewart Vanguard, primo ministro giapponese e padre di Victoria. Affrontano la Raimon considerandoli alieni, dopo che i presunti alieni dell'Alius Academy hanno rapito il primo ministro. Non hanno numeri identificativi sulla schiena. Nel videogioco possiedono anche delle riserve, assenti nell'anime.
Ken Ironwall, nome originale Ken Tetsukabe (鉄壁 堅?, Tetsukabe Ken), portiere, numero 1

Un uomo di ferro che non accetta imbrogli. Usa la tecnica:
- Super Scudo Multiplo (Safety Protect, セーフティプロテクト?, Sēfuti purotekuto):

Ironwall evoca una serie di scudi celesti che bloccano il pallone e lo respingono via.
Timothy Western, nome originale Takeshi Goyō (五洋 武?, Goyō Takeshi), difensore, numero 2

Possiede un'antica arma medievale ed è il terrore dei criminali.
Wallace Hammond, nome originale Hayato Hayate (疾風 隼人?, Hayate Hayato), difensore, numero 3

Imbattibile nell'inseguire i criminali.
Shirley Stevens, nome originale Tamon Sakura (桜 多聞?, Sakura Tamon), difensore, numero 4

Affronta gli ostacoli in nome della giustizia, ma ha paura dei cervi. Usa la tecnica Zona di Sicurezza (Profile Zone, プロファイルゾーン?, Purofairu zōn).
Ian Smith, nome originale Eiji Sumisu (角巣 英二?, Sumisu Eiji), difensore, numero 5

Quando prende di mira l'avversario, non lascia scampo.
Taylor Firepool, nome originale Tsutomu Gokuhi (極火 務?, Gokuhi Tsutomu), difensore, numero 6

Esegue ogni compito prima che gli altri se ne accorgano. Usa la tecnica Aikido (Aikidō, 合気道?) insieme a Marge.
Marge "Agente M" Fielding, nome originale Mai Tateno (館野 舞?, Tateno Mai), centrocampista, numero 7

Ha i capelli biondi legati in una crocchia. Esperta nelle arti marziali, evita gli attacchi con eleganza. Usa la tecnica Aikido (Aikidō, 合気道?) insieme a Taylor.
Marshall Firsthand, nome originale Masaru Sakite (先手 勝?, Sakite Masaru), centrocampista, numero 8

Riesce a prevedere un criminale e a sventarlo in tempo.
Holly Mirror, nome originale Hōko Kagami (加賀美 法子?, Kagami Hōko), centrocampista, numero 9

Sa immedesimarsi nei criminali per arrestarli con più facilità. Usa la tecnica Colpo di Frusta (Tkachev Bomber, トカチェフボンバー?, Tokachefu bonbā) e il Colpo Sicuro (Security Shot, セキュリティショット?, Sekyuriti shotto), entrambi insieme a Joe.
Victoria Vanguard, attaccante e capitano, numero 10
Joe Kenneddy, nome originale Jun Kisoku (木曽久 順?, Kisoku Jun), attaccante, numero 11

Si attiene agli ordini di Victoria, qualunque essi siano. Usa la tecnica Colpo di Frusta (Tkachev Bomber, トカチェフボンバー?, Tokachefu bonbā) e il Colpo Sicuro (Security Shot, セキュリティショット?, Sekyuriti shotto), entrambi insieme a Holly.
Ian Sights, nome originale Geki Takamura (弾倉 撃?, Takamura Geki), portiere, numero 12

Tra i più acuti tiratori del pianeta, non perde mai la calma.
Greene Beray, nome originale Nariyuki Tokube (特部 遂行?, Tokube Nariyuki), difensore, numero 13
Ryan Tappin, nome originale Atsumu Denju (電受 集?, Denju Atsumu), centrocampista, numero 14

Intercetta telefonate ed e-mail dei criminali. Ha occhi e orecchie dappertutto.
Linda Shadey, nome originale Linda Hikage (日影 リンダ?, Hikage Rinda), attaccante, numero 15

Una donna con grandi capacità da spia: può rubare informazioni senza lasciare traccia.
Sid Safehouse, nome originale Tamotsu Minobe (身辺 保?, Minobe Tamotsu), difensore, numero 16

### Alpine Jr. High
Nome originale - Hakuren (白恋?)
Una squadra di Hokkaidō conosciuta per Shawn Froste un difensore formidabile. Con la morte del fratello Aiden, Shawn diventa un difensore-attaccante visto che l'anima di suo fratello risiede in lui causandogli uno sdoppiamento delle personalità. Il resto della squadra non è molto forte. Nel videogioco possiedono anche delle riserve, assenti nell'anime.
Adam Ropes, nome originale Tetsu Hakoda (函田 鉄?, Hakoda Tetsu), portiere, numero 1

Anche se non sembra, è un romantico e adora guardare i tramonti. Nel gioco usa la tecnica Tenda dell'Aurora (Aurora Curtain, オーロラカーテン?, Ōrora kāten).
Joaquine Downtown, nome originale Juka Matoro (真都路 珠香?, Matoro Juka), difensore, numero 2

Ragazza che riesce sempre a rialzarsi, per quante volte possa cadere.
Milton Bindings, nome originale Manbe Oshiya (押矢 万部?, Oshiya Manbe), difensore, numero 3

Adora i frutti di mare e li mangia anche in partita.
Spike Gleeson, nome originale Sōji Mabuka (目深 宗司?, Mabuka Sōji), difensore, numero 4

Può giocare anche durante una bufera di neve grazie al suo berretto.
Sean Snowfield, nome originale Seiya Yukino (雪野 星也?, Yukino Seiya), difensore, numero 5

Adora i fiocchi di neve e ha scritto trenta libri al riguardo.
Maddox Rock, nome originale Mafuru Iya (居屋 真降?, Iya Mafuru), centrocampista, numero 6

Sa scendere con gli sci a qualsiasi pendenza.
Kerry Bootgaiter, nome originale Konko Araya (荒谷 紺子?, Araya Konko), centrocampista, numero 7

Ragazza che adora la neve e, quando è in giardino, ci gioca entusiasta.
Robert Skipolson, nome originale Rebun Sorano (空野 礼文?, Sorano Rebun), centrocampista, numero 8

Proviene da nord e adora gli involtini di aringhe.
Shawn Froste, difensore-attaccante e capitano, numero 9
Roland Climbstein, nome originale Retsuto Hyōjō (氷上 烈斗?, Hyōjō Retsuto), attaccante, numero 10

Ha grande padronanza dei movimenti anche sul ghiaccio.
Quentin Rackner, nome originale Ryū Kitami (喜多海 流?, Kitami Ryū), attaccante, numero 11

Un viandante che si unisce, senza motivo, alla squadra d'inverno.
Trent Peggs, nome originale Tatsumaro Sumitani (炭谷 達磨?, Sumitani Tatsumaro), portiere, numero 12

Si può cucinare la cena su un unico pezzo di carbone sul suo fornello.
Martin Ursus, nome originale Hyōji Shirokuma (白熊 氷司?, Shirokuma Hyōji), difensore, numero 13

La leggenda narra che questo ragazzo ha combattuto con un orso polare e ha vinto.
Pete Bogg, nome originale Zen Shitsuhara (湿原 然?, Shitsuhara Zen), centrocampista, numero 14

Dopo l'allenamento nelle paludi, la forza del suo corpo è imbattibile.
Gem Strata, nome originale Takeaki Goryō (五稜 武揚?, Goryō Takeaki), difensore, numero 15

Studia tattiche di gioco in Europa e gioca magnificamente.
Horace Onlign, nome originale Kōdai Chihira (地平 広大?, Chihira Kōdai), attaccante, numero 16

Per lui è sempre possibile visualizzare l'immagine più grande quando è fuori in campo.
[Aiden Froste, nome originale Atsuya Fubuki (吹雪 アツヤ?, Fubuki Atsuya), attaccante (deceduto)]

Doppiato in giapponese da Mamoru Miyano e Sanae Kobayashi (voce da bambino) e in italiano da ? (secondo gioco) e Flavio Aquilone (anime)

Il forte attaccante della Alpine che morì in una valanga ma salvò il fratello Shawn da morte certa. La sua anima risiede ora nella sciarpa di Shawn e talvolta si impossessa di suo fratello causandogli uno sdoppiamento delle personalità. Di carattere rude, si mostra gentile solo a Shawn. La Tormenta Glaciale (Eternal Blizzard, エターナルブリザード?, Etānaru burizādo) era il tiro che usava lui

### Cloister Divinity School
Nome originale - Man'yūji (漫遊寺?)
È una squadra di Kyoto. Vengono soprannominati "I campioni nell'ombra" perché, nonostante le loro eccezionali abilità nel calcio, non partecipano mai al Football Frontier. Nel videogioco possiedono anche delle riserve, assenti nell'anime.
Crane Kik, nome originale Taishō Kakita (垣田 大将?, Kakita Taishō), portiere e capitano, numero 1

Doppiato in giapponese da Jun Konno e in italiano da ? (secondo gioco) e ? (anime)

Non solo è bravo a calcio, ma spiega molto chiaramente. Usa la tecnica:
- Soffio di Fuoco (Kaen Hōsha, 火炎放射?):

Kik prende aria e poi dalla sua bocca esce una scia di fuoco che intercetta e blocca il tiro.
Parry Waxon, nome originale Kai Satori (悟里 開?, Satori Kai), difensore, numero 2

Contrasta l'avversario in maniera decisa.
Bri "Sparky" Spark, nome originale Hikaru Hōgyoku (宝玉 光?, Hōgyoku Hikari), difensore, numero 3

È migliorato a calcio dopo aver trovato un gioiello misterioso.
Max "Maxi" Fortune, nome originale Miō Fukumi (福見 観邑?, Fukumi Miō), difensore, numero 4

Si dice che chi tocca un suo lobo allungato dell'orecchio, viene baciato dalla fortuna.
Brendan Water, nome originale Shō Makanai (真仮名井 承?, Makanai Shō), difensore, numero 5

Oltre a giocare, si occupa dell'alimentazione della squadra.
Junior Fardream, nome originale Sōichi Takayume (高夢 宗一?, Takayume Sōichi), centrocampista, numero 6

Un ragazzo misterioso che viaggia sempre col suo flauto.
Ian Telektual, nome originale Ikkin Manabiya (学舎 一筋?, Manabiya Ikkin), centrocampista, numero 7

Un super-genio destinato a studiare nelle università più rinomate.
Lee Dinglite, nome originale Taemon Ichikawa (市川 太衛門?, Ichikawa Taemon), centrocampista, numero 8

Figlio di un famoso attore di drammi storici, a cui partecipa anche lui.
Marshall Artz, nome originale Atarō Tenjin (天神 阿太郎?, Tenjin Atarō), attaccante, numero 9

Doppiato in giapponese da Mamoru Miyano e in italiano da ? (secondo gioco) e ? (anime)

Abile a superare la difesa avversaria grazie a suo fratello Dirk. Indossa una maschera da oni rossa. Usa la tecnica:
- Vortice Implacabile (Tatsumaki Senpū, 竜巻旋風? lett. "Vortice del tornado"):

Marshall lancia la palla a terra dandogli un effetto, generando così un turbine che spazza via gli avversari.
Tyke Wando, nome originale Meguru Kageta (影田 巡?, Kageta Meguru), attaccante, numero 10

Fa parte di una speciale squadra posta a difesa di Kyoto.
Dirk Artz, nome originale Usuke Tenjin (天神 吽助?, Tenjin Usuke), attaccante, numero 11

Doppiato in giapponese da Yuka Nishigaki e in italiano da ? (secondo gioco) e ? (anime)

Un tiratore infallibile, gioca insieme a suo fratello Marshall. Indossa una maschera da oni blu. Usa la tecnica:
- Kung Fu Attack (クンフーアタック?, Kunfū atakku):

Dirk comincia a sbattere i piedi a terra, poi con un colpo di schiena scaraventa la palla in porta.
Scott Banyan, difensore, numero 12
Earnest Bookworm, nome originale Manabu Itushige (五重 学?, Itsuhige Manabu), portiere, numero 12

Uno studente dilingente che pulisce i libri più polverosi fino a tarda notte.
Roman Kandel, nome originale Gō Osamoto (総本 号?, Osamoto Gō), attaccante, numero 13

Ha i capelli a caschetto marroni e il naso piccolo e rotondo.
Ollie Gami, nome originale Yoshiyuki Kamo (賀茂 歓行?, Kamo Yoshiyuki), difensore, numero 14

Grosso di statura, ha la carnagione scura e un unico ciuffo arancione.
Gozan Sou, nome originale Sō Gozan (五山 送?, Gozan Sō), centrocampista, numero 15

Ha i capelli bianchi con una treccia verso l'alto, la carnagione scura e le orecchie a sventola.

### Absolute Royal Academy
Nome originale - Shin Teikoku Gakuen (真・帝国学園? lett. "Vera Accademia imperiale")
È la nuova squadra di Ray Dark e, come gli alieni, sfrutta la potenza della pietra di Alius per diventare invincibili. I giocatori di questa squadra, oltre a Samford e King, sono stati "prelevati" da Caleb per ordine di Dark. Sfida la Raimon a Ehime dove la partita finisce 1-1 con esiti drammatici come gli infortuni di David Samford per aver usato una tecnica proibita e di Kevin Dragonfly su intervento del capitano.

Il nome originale della squadra significa letteralmente "Vera Royal Academy" (teikoku infatti significa "regale" proprio come l'inglese royal e gakuen significa "accademia" come l'inglese academy). Nel videogioco possiedono anche delle riserve, assenti nell'anime.
Joseph "Joe" King, portiere, numero 1
Rowan Beltzer, nome originale Rekito Taiya (帯屋 暦人?, Taiya Rekito), difensore, numero 2

È in grado di correre stabilmente anche su un campo pieno di fango.
Blade Healen, nome originale Kengo Iyatani (弥谷 剣五?, Iyatani Kengo), difensore, numero 3

Marca l'avversario in maniera così asfissiante che lo fa piangere.
Argie Bargie, nome originale Takeshi Gōin (郷院 猛?, Gōin Takeshi), difensore, numero 4

Doppiato in giapponese da Hiroki Tōchi e in italiano da ? (secondo gioco), ? (anime) e ? (Inazuma Eleven Strikers)

Ruba la palla agli avversari anche a costo di fare fallo. È grosso di statura, ha la carnagione scura e gli occhi senza pupille. Nella terza stagione entra a far parte della Neo Japan. Le sue tecniche sono:
- Muraglia Infinita Potenza 2 (Shin Mugen no Kabe, 真むげんのかべ? lett. "Vero muro infinito"):

Usata nella Neo Japan insieme a King e Hillvalley. È una delle tecniche di parata più potenti mai usate. King, Bargie e Hillvalley evocano un gigantesco muro di roccia davanti alla porta che blocca il pallone e lo respinge via. La tecnica è originaria della Farm.
- Falciata Brutale (Harvest, ハーヴェスト?, Hāvesuto):

Tecnica usata da Cummings e Bargie nella Neo Japan. Entrambi corrono verso l'avversario rubandogli la palla con due potenti scivolate. Nel doppiaggio italiano dell'anime, la tecnica non viene neanche nominata.
- Doppio Ciclone (Double Cyclone, ダブルサイクロン?, Daburu saikuron):

Usata in coppia con Hatch nella Neo Japan. Entrambi i giocatori creano un vortice con un piede per poi scaraventarlo contro l'avversario, rubandogli la palla. La tecnica è l'evoluzione del Ciclone, originario della Royal Academy.
Lee Bamboo, nome originale Ryō Jikuwa (竺和 了?, Jikuwa Ryō), difensore, numero 5

Quando corre, può cambiare corsia in un istante.
Eton Messer, nome originale Aito Meza (目座 相斗?, Meza Aito), centrocampista, numero 6

Ha una vista spaventosa, capace di tracciare i movimenti avversari grazie al visore che porta.
Jonah Spark, nome originale Yoshiteru Hikara (日柄 美照?, Hikara Yoshiteru), centrocampista, numero 7

È così energico che può correre quanto vuole senza bisogno di bere.
Sue Sparrow, nome originale Shinobu Takanashi (小鳥遊 忍?, Takanashi Shinobu), centrocampista, numero 8

Titolare inamovibile e unica ragazza della squadra. Ha i capelli rossi di cui un lungo ciuffo le attraversa la faccia lateralmente coprendole il naso.
Riley Jamm, nome originale Ryōsuke Hie (比得 呂介?, Ryōsuke Hie), attaccante, numero 9

Confonde l'avversario con i suoi spostamenti ingannevoli. Ha un aspetto inquietante ed è talmente pallido che sembra portare una maschera.
Caleb Stonewall, centrocampista e capitano, numero 10
David Samford, attaccante, numero 11
Jimbo Cellar, nome originale Jion Katakura (片倉 慈音?, Katakura Jion), portiere, numero 12

Usa strane tecniche per beffare i suoi avversari.
Zenn Wildhorse, nome originale Zenki Sōma (相馬 善鬼?, Sōma Zenki), attaccante, numero 13

Un mago del calcio che sbalordisce gli avversari con movimenti da ginnasta.
Dawson Little, nome originale Akatsuki Shōni (少弐 暁?, Shōni Akatsuki), difensore, numero 14

Un ragazzo di poche parole, ma se gli si dà un'occhiata lui sa cosa fare.
Cosimo Beck, nome originale Kōsuke Bekki (戸次 弘佑?, Bekki Kōsuke), centrocampista, numero 15

Si dilettava in tutti i tipi di sport prima di giocare definitivamente a calcio.
Maston Color, nome originale Masashi Isshiki (一色 真砂士?, Isshiki Masashi), centrocampista, numero 16

Inizialmente gli manca la motivazione, ma quando bisogna reagire lui dà tutto se stesso.

### Tripla C
Nome originale - Ōsaka Gals CCC (大阪ギャルズCCC?, Ōsaka Gyaruzu Shī Shī Shī)
È una squadra di Osaka ed è composta da sole femmine. Nonostante tale caratteristica, la squadra è molto forte grazie agli allenamenti fatti in una palestra segreta, che si scopre essere della Alius Academy. Il nome originale significa in inglese (anche se "Osaka" è scritto in kanji), "Ragazze di Osaka CCC": CCC sta per Cute, Chic, Cool, in inglese "carine, chic, fiche", mentre la versione italiana è "carine, conturbanti, chic". Nell'anime compaiono solo quattro membri delle riserve.
Daisy Fields, nome originale Koi Dosu (土洲 恋?, Dosu Koi), portiere, numero 1

Doppiata in giapponese da Satomi Moriya e in italiano da ? (secondo gioco), ? (anime) e ? (Inazuma Eleven Strikers)

È campionessa di sumo femminile ma è un po' piagnucolona. Utilizza la tecnica:
- Flower Power (Hana Fubuki, はなふぶき? lett. "Tempesta di fiori"):

Fields evoca un vento di petali che ferma il pallone per poi farlo finire nelle mani della ragazza.
Alexia Sand, nome originale Kōko Torahama (虎浜 甲子?, Torahama Kōko), difensore, numero 2

La sua famiglia è appassionata di baseball da tre generazioni. Usa la tecnica Clown Equilibrista (Tamanori Piero, たまのりピエロ?).
Hellen "Earth" Hearth, nome originale Michiko Hori (堀 道子?, Hori Michiko), difensore, numero 3

Doppiata in giapponese da Saki Shimizu (del gruppo musicale Berryz Kobo) e in italiano da ? (secondo gioco), ? (anime) e ? (Inazuma Eleven Strikers)

È sempre assonnata e parla lentamente.
Rose Pinkpetal, nome originale Harumi Umeda (梅田 陽海?, Umeda Harumi), difensore, numero 4

Dice che la moda di Osaka è molto meglio che quella di Kyoto.
Esther Greenland, nome originale Katsuyo Kushida (串田 香津世?, Kushida Katsuyo), difensore, numero 5

Doppiata in giapponese da Miho Hino e in italiano da ? (secondo gioco), ? (anime) e ? (Inazuma Eleven Strikers)

Lavora in un famoso ristorante dove il suo compito è attirare i clienti.
Bela Bluebells, nome originale Hiromi Yorozu (万 博美?, Yorozu Hiromi), centrocampista, numero 6

È brava nello scovare oggetti a buon mercato.
Natalie Sunrise, nome originale Noriko Takoya (蛸谷 紀子?, Takoya Noriko), centrocampista, numero 7

Amante dei takoyaki, specialità di Osaka.
Hillary Bush, nome originale Hanako Namikawa (浪川 花子?, Namikawa Hanako), centrocampista, numero 8

Si diletta in recitazione e picchia chiunque sbagli una battuta.
Mary Moor, nome originale Mari Tennōji (天王寺 万里?, Tennōji Mari), centrocampista, numero 9

Si diletta in spettacoli da strada durante le vacanze.
Suzette Hartland, attaccante e capitano, numero 10
Lily Willow, nome originale Reika Midō (御堂 玲華?, Midō Reika), attaccante e nuovo capitano numero 11 

Doppiata in giapponese da Maasa Sudō (del gruppo musicale Berryz Kobo) e in italiano da ? (secondo gioco), ? (anime) e ? (Inazuma Eleven Strikers)

È la giocatrice più bella e più atletica della sua squadra. Ha lunghi capelli castani legati in una coda. I suoi genitori sono proprietari di una grande azienda. Sembra abbia una cotta per Nathan. È la migliore amica di Suzette e dopo che quest'ultima lascia la squadra, Lily ne diventa il capitano. Usa la tecnica:
- Giro di Valzer (Primadonna, プリマドンア?, Purimadonna):

Willow prende per mano il suo avversario e, con un letterale giro di valzer, lo supera con la palla al piede.
Dell Clouseout, nome originale Tomoe Negiri (根切 ともえ?, Negiri Tomoe), portiere, numero 12

Una ragazza che può intimidire il personale dei negozi per i loro sconti assurdi.
Amy Spires, nome originale Hikari Tsūten (通天 光里?, Tsūten Hikari), difensore, numero 13

È ossessionata dalle torri, tanto da scalarne una appena la vede. Compare in un fotogramma nella sfida contro la Raimon. Il suo cognome originale significa "toccare il cielo" ed è scritto con i primi due ideogrammi del nome della torre Tsūtenkaku (通天閣? "torre che tocca il cielo").
Peony Cash, nome originale Ginko Senba (船場 銀子?, Senba Ginko), centrocampista, numero 14

Le sue abilità di management sono impressionanti. Grandi istituti di credito stanno cercando di reclutarla.
Gayle Revel, nome originale Matsuri Kishiwada (岸和田 祭?, Kishiwada Matsuri), centrocampista, numero 15

Le piacciono molto le feste e corre avanti e indietro quando ce ne sono. Il suo nome di battesimo originale si scrive con il primo ideogramma della parola matsuri (祭り?) che significa "festa".
Janine Brook, nome originale Hanae Nanba (難波 花枝?, Nanba Hanae), portiere-attaccante, numero 16

Si esercita sempre a ora di pranzo per essere la migliore animatrice. È un attaccante ma possiede anche tecniche da portiere.

### Fauxshore Jr. High
Nome originale - Yokato (陽花戸?)
È una squadra di Fukuoka. David Evans trascorse la scuola media proprio in questa scuola. I giocatori di questa squadra sono fan di Mark Evans. Nel videogioco possiedono anche delle riserve, assenti nell'anime.
Darren LaChance, portiere, numero 1
Drancis Fake, nome originale Kunimitsu Chikushi (筑紫 国光?, Chikushi Kunimitsu), difensore, numero 2

Grazie agli amici sparsi nel mondo è sempre ben informato. Usa la tecnica:
- Blocco Acrobatico (Block Circus, ブロックサーカス?, Burokku sākasu):

Usata con Badgame. Fake salta e riacciuffa la palla recuperata da Badgame con una scivolata.
Mick Mishap, nome originale Michitoshi Ōhori (大濠 満敬?, Ōhori Michitoshi), difensore, numero 3

Ama andare in barca nel tempo libero, ma nessuno si unisce a lui.
Louis Leave, nome originale Namito Genkai (玄海 波人?, Genkai Namito), difensore, numero 4

Difende con contrasti potenti come le onde durante una tempesta.
Maurice Badgame, nome originale Morihito Ishiyama (石山 防仁?, Ishiyama Morihito), difensore, numero 5

Mira ad ottenere una granitica difesa al livello mondiale. Usa la tecnica Blocco Acrobatico (Block Circus, ブロックサーカス?, Burokku sākasu) con Fake.
Cannon Random, nome originale Kaneaki Shika (志賀 金印?, Shika Kaneaki), centrocampista, numero 6

Pare che dal suo giardino sbuchino molti oggetti antichi. Usa la tecnica:
- Doppio Attacco (Nininsankyaku, ニニンサンキャク? lett. "Razza con tre gambe"):

Usata con Poker. Random e Poker uniscono il pallone ai loro piedi e superano gli avversari con grande velocità.
Ulric Richmen, nome originale Utau Michihata (道端 詠?, Michihata Utau), centrocampista, numero 7

Intrattiene i passanti con le sue canzoni ogni fine settimana.
Dave Fate, nome originale Sō Kasayama (笠山 走?, Kasayama Sō), centrocampista, numero 8

Adora i festival di paese.
Spencer Duskplay, nome originale Yarimichi Kuroda (黒田 槍道?, Kuroda Yarimichi), attaccante, numero 9

Conduce una vita retta e non sopporta le cose che si piegano.
Jonathan Luckyman, nome originale Yūichirō Toda (戸田 雄一郎?, Toda Yūichirō), attaccante e capitano, numero 10

Doppiato in giapponese da Kiyotaka Furushima e in italiano da ? (secondo gioco) e ? (anime)

Mangia la trippa ogni giorno e pare sia il segreto della sua forza. Aiuta Darren ad imparare la Mano del Colosso. Usa nel gioco la tecnica di tiro:
- Calcio Arcobaleno (Rainbow Loop, レインボーループ?,  Reinbō rūpu):

Luckyman tira il pallone che si dirige in porta lasciando una scia arcobaleno e un prato fiorito.
Joe Poker, nome originale Yū Matsubayashi (松林 躍?, Matsubayashi Yū), attaccante, numero 11

Una volta all'anno si scatena e balla con tutti, anche con i più grandi. Usa la tecnica Doppio Attacco (Nininsankyaku, ニニソサソキヤク? lett. "Razza con tre gambe") insieme a Random e il Calcio Arcobaleno (Rainbow Loop, レインボーループ?, Reinbō rūpu).

### Mary Times Memorial
Nome originale - Ōmihara (大海原?)
È la squadra più forte di Okinawa anche se i membri preferiscono il surf o altro. La squadra ha partecipato al Football Frontier ma ha perso la finale regionale per assenza perché l'allenatore aveva fatto baldoria e si era dimenticato l'orario in cui si disputava. Nel videogioco possiedono anche delle riserve, assenti nell'anime.
Rocky Black, nome originale Iwao Shuri (首里 巌?, Shuri Iwao), portiere, numero 1

Rincorre la palla come un leone quando insegue la preda. Usa la tecnica:
- Scudo di Terra (Chabudai Gaeshi, ちゃぶだいがえし? lett. "Lancio arrabbiato del tavolo"):

Rocky evoca dal terreno uno scudo piatto di terra che blocca il pallone e lo respinge.
Chad "Diver" Taylor, nome originale Moguru Taira (平良 潜?, Taira Moguru), difensore, numero 2

Esperto tuffatore, può raggiungere i cento metri senza bombola. Usa la tecnica:
- Burrone Invalicabile (No Escape, ノーエスケープ?, Nō esukēpu) :

Usata con Victor e Hector. Chad e Hector colpiscono il terreno con un piede evocando due muri laterali, mentre Victor si tuffa in scivolata contro l'avversario passando in mezzo a questi muri.
Victor Hills, nome originale Kanekatsu Gibo (宜保 兼勝?, Gibo Kanekatsu), difensore, numero 3

Ama tenere pulite le spiagge raccogliendo la spazzatura. Usa le tecniche:
- Burrone Invalicabile (No Escape, ノーエスケープ?, Nō esukēpu):

Usata insieme a Chad e Hector.
- Volo dell'Aquila (Eagle Buster, イーグルバスター?, Īguru basutā):

Usata con Tom e Spring. Victor prende Spring e Tom per le gambe e li lancia in aria. A questo punto i due colpiscono il pallone con il tacco generando un tiro luminoso.
Hurley Kane, difensore e capitano, numero 4
Hector Redding, nome originale Hiroaki Akamine (赤嶺 宏昭?, Akamine Hiroaki), difensore, numero 5

Quando è in vena, danza al ritmo di strumenti tradizionali. Usa la tecnica Burrone Invalicabile (No Escape, ノーエスケープ?, Nō esukēpu) insieme a Chad e Victor.
Mackenzie Fordline, nome originale Masahiro Toguchi (渡具知 雅洋?, Toguchi Masahiro), centrocampista, numero 6

Adora i piatti a base di capra nonostante il loro pessimo odore.
Cadence Soundtown, nome originale Gakuya Otomura (音村 楽也?, Otomura Gakuya), centrocampista, numero 7

Doppiato in giapponese da Kōichi Yamadera e in italiano da ? (secondo gioco), Alessio Puccio (anime) e ? (Inazuma Eleven Strikers)

È il regista della squadra. È esperto nel ritmo. La sua caratteristica principale è di saper indicare ai suoi compagni cosa devono fare mentre hanno la palla al piede. Grazie a lui, Jude riuscirà a capire il senso del ritmo e diventerà suo amico. Ascolta sempre musica e balla al ritmo della sigla di Inazuma Eleven.
Dora Delight, nome originale Rinka Kyan (喜屋武 梨花?, Kyan Rinka), centrocampista, numero 8

Adora raccogliere le conchiglie e ne conosce quasi tutte le varietà. È colei che aiuta a nascondere Axel quando era a Okinawa.
Tom Contended, nome originale Hidenori Koja (古謝 秀範?, Koja Hidenori), attaccante, numero 9

Non è mai puntuale e dice di essere in orario anche se arriva un'ora dopo. Usa la tecnica Volo dell'Aquila (Eagle Buster, イーグルバスター?, Īguru basutā) con Spring e Victor.
Joston Easton, nome originale Yasuo Agarie (東江 矢須雄?, Agarie Yasuo), centrocampista, numero 10

Esperto nel corteggiare le ragazze che arrivano per le vacanze. Nel gioco, ha soltanto tecniche offensive.
Spring "Shark" Millpond, nome originale Haru Ikemiyagi (池宮城 波留?, Ikemiyagi Haru), attaccante, numero 11

Il suo aspetto è simile a quello di uno squalo e come tale non lascia più la palla se la prende. Anche lui usa la tecnica Volo dell'Aquila (Eagle Buster, イーグルバスター?, Īguru basutā) insieme a Victor e Tom.
Gaston Cooley, nome originale Mikio Amuro (安室 幹生?, Amuro Mikio), portiere, numero 12

È nato ad Okinawa ma non sopporta il caldo, tanto da stare spesso a contatto col condizionatore.
Bevan Breakfast, nome originale Nagase Oyadomari (親泊 永星?, Oyadomari Nagase), difensore, numero 13

La sua famiglia gestisce una comoda casetta molto ospitale che è popolare fra i turisti.
Jack Griddle, nome originale Reito Zukeran (瑞氣覧 礼人?, Zukeran Reito), centrocampista, numero 14

Necessita di mangiare carne per diventare più forte. Qualsiasi tipo di carne va bene.
Stan Andagi, nome originale Naoki Chinen (知念 直輝?, Chinen Naoki), centrocampista, numero 15

È un gran mangione. Mangia in un batter d'occhio un gran numero di ciambelle, che è bravo a preparare, senza neanche accorgersene. Il suo nome europeo è un riferimento ai sata andagi.
Coral Talent, nome originale Sango Jahana (謝花 サンゴ?, Jahana Sango), attaccante, numero 16

I turisti adorano i gioielli che lei crea con i coralli.

## Altri personaggi
Canon Evans, nome originale Kanon Endō (円堂 カノン?, Endō Kanon), attaccante

Doppiato in giapponese da Junko Takeuchi e in italiano da ? (Inazuma Eleven Strikers)

Compare già nella versione Tempesta di fuoco del secondo videogioco in una squadra sfidabile chiamata Squadra Canon (Team Kanon, チームカノン?, Chīmu Kanon), ma ricompare come personaggio più importante nella versione Ogre all'attacco! del terzo videogioco e nel film L'attacco della squadra più forte - Gli Ogre, in cui sarà il nipote di Mark Evans arrivato dal futuro.
Syon Blaze, nome originale Masato Gōenji (豪炎寺 真人?, Gōenji Masato), attaccante

Doppiato in Inazuma Eleven Strikers in giapponese da Hirofumi Nojima e in italiano da ?

È il cugino di Axel Blaze. Appare nel secondo videogioco e nel terzo in una squadra sbloccabile chiamata Squadra Blaze (Team Masato, チーム・マサト?, Chīmu Masato), e nel secondo è reclutabile. Compare anche in Inazuma Eleven Strikers, in cui è sbloccabile tramite password.

È in grado di usare diverse usate anche da suo cugino:
- Tornado di Fuoco (Fire Tornado, ファイアトルネード?, Faia torunēdo):

Syon crossa e si alza dal terreno con il piede seguito da una fiamma. Quando il pallone e Syon sono allineati, tira e la palla, coperta di fiamme, va dritta in porta con una potenza allucinante.
- Tormenta di Fuoco (Bakunetsu Storm, 爆熱ストーム?, Bakunetsu sutōmu, lett. "Tempesta esplosiva"):

Syon crossa ed evoca un'aura demoniaca color fuoco che lo alza fino al pallone, quindi tira mentre la palla diventa bianca e coperta da una fiamma.
- Trampolino Inazuma (Inazuma otoshi, イナズマおとし? lett. "Trampolino del lampo"):

Usata in coppia con un altro giocatore. I due utilizzatori saltano l'uno contro l'altro e Syon, saltando sulla pancia dell'altro, esegue una rovesciata.
- Fiammata Tripla (Grand Fire, グランドファイア?, Gurando faia):

Colpo usato con altri due giocatori. Tutti e tre corrono insieme. Ad un certo punto, gli altri due saltano in avanti e colpiscono (uno col piede sinistro e l'altro col piede destro) contemporaneamente a Syon (che colpisce col sinistro) la palla, che divampa all'inverosimile e schizza in porta.
- Dribbling Rovente (Heat Tackle, ヒートタックル?, Hīto takkuru):

Syon si circonda di fiamme e con uno scatto supera l'avversario (in realtà il tackle è un contrasto difensivo).
Eugene Conwell, nome originale Masashi Nakatani (中谷 真之?, Nakatani Masashi), attaccante

Personaggio presente nel secondo videogioco, viene reclutato nella macchinetta dei contatti per aiutare ad aprire il cancello nel cervo TV. Ha le seguenti abilità:
- Tacco Acrobatico (Abisegeri, あびせげり?):

Tecnica di tiro. Eugene tira la palla in alto con una ginocchiata poi la raggiunge e colpisce con un tacco mandandola in porta. È di tipo fuoco e viene evoluta fino a V2.
- Tiro Congelante (Freeze Shot, フリーズショット?, Furīzu shotto):

Eugene lancia un'occhiata alla porta (simile a quella di Gazelle con la Sfera di Ghiaccio) e il campo diventa di ghiaccio, poi tira la palla con forza. Il tiro è così veloce che il portiere non fa in tempo a bloccarla. Viene evoluta fino al V2.
- Finta Invisibile (Tōmei Feint, とうめいフェイント?, Tōmei feinto, lett. "Finta trasparente"):

Tecnica di dribbling. Eugene diventa invisibile e sorpassa gli avversari. Anche questa tecnica viene evoluta fino a V2.
- Meteora Rimbalzante (Reflect Buster, リフレクトバスター?, Rifurekuto basutā):

La tecnica più forte di Eugene. Eugene evoca delle meteore da sottoterra e calcia il pallone nelle meteore; esso va a zig-zag verso la porta. Anche questa tecnica viene evoluta fino a V2.
Questa pagina contiene anche informazioni derivate da Inazuma Eleven Wiki (EN)  utilizzate con licenza Creative Commons Attribution-ShareAlike 3.0 Unported (CC BY-SA 3.0)